# أمريكيون فيتناميون
الأميركيون الفيتناميون، هم مواطنون أميركيون من أصل فيتنامي. يشكلون ما يقرب من نصف جميع الفيتناميين في الخارج، وهم رابع أكبر مجموعة عرقية أميركية آسيوية بعد الأميركيين الصينيين، والأميركيين الهنود، والأميركيين الفلبينيين. يوجد ما يقرب من 2.3 مليون شخص من أصل فيتنامي يقيمون في الولايات المتحدة اعتبارًا من عام 2023.
كان المجتمع الفيتنامي في الولايات المتحدة ضئيلاً حتى هجرة اللاجئين الفيتناميين الجنوبيين إلى البلاد بعد نهاية حرب فيتنام في عام 1975. يقيم أكثر من نصف الأميركيين الفيتناميين في الولايتين الأكثر اكتظاظًا بالسكان كاليفورنيا وتكساس، وخاصة مناطقهما الحضرية الكبيرة.